# Kanton Salignac-Eyvigues
Der Kanton Salignac-Eyvigues war von 1790 bis 2015 ein französischer Wahlkreis im Arrondissement Sarlat-la-Canéda, im Département Dordogne und in der Region Aquitanien; sein Hauptort war Salignac-Eyvigues, Vertreter im Generalrat des Départements war zuletzt von 2004 bis 2015 Serge Laval. 
Der Kanton war 201,95 km² groß und hatte 3618 Einwohner (Stand 1999). Er lag im Mittel auf 237 Meter über dem Meeresspiegel, zwischen 120 m in Salignac-Eyvigues und 314 m in Salignac-Eyvigues. 

## Gemeinden
| Gemeinde                 | Einwohner Jahr | Fläche km² | Bevölkerungsdichte | Postleitzahl | Code INSEE |
| ------------------------ | -------------- | ---------- | ------------------ | ------------ | ---------- |
| Archignac                | 338 (2013)     | –          | – Einw./km²        | 24590        | 24012      |
| Borrèze                  | 355 (2013)     | –          | – Einw./km²        | 24590        | 24050      |
| Jayac                    | 180 (2013)     | –          | – Einw./km²        | 24590        | 24215      |
| Nadaillac                | 328 (2013)     | –          | – Einw./km²        | 24590        | 24301      |
| Paulin                   | 268 (2013)     | –          | – Einw./km²        | 24590        | 24317      |
| Saint-Crépin-et-Carlucet | 544 (2013)     | –          | – Einw./km²        | 24590        | 24392      |
| Saint-Geniès             | 963 (2013)     | –          | – Einw./km²        | 24590        | 24412      |
| Salignac-Eyvigues        | 1171 (2013)    | –          | – Einw./km²        | 24590        | 24516      |

## Bevölkerungsentwicklung
| 1962 | 1968 | 1975 | 1982 | 1990 | 1999 |
| ---- | ---- | ---- | ---- | ---- | ---- |
| 3490 | 3652 | 3426 | 3386 | 3415 | 3619 |